# Macrosiphum floridae
Macrosiphum floridae är en insektsart som först beskrevs av William Harris Ashmead 1882.  Macrosiphum floridae ingår i släktet Macrosiphum och familjen långrörsbladlöss. Inga underarter finns listade i Catalogue of Life.